# International DOI Foundation
International DOI Foundation (IDF) – międzynarodowa fundacja, która jest ciałem zarządzającym systemem identyfikatorów cyfrowych DOI. Fundacja ma siedzibę w Oksfordzie w Wielkiej Brytanii.
Fundacja została założona w 1998, przez konsorcjum trzech wielkich domów wydawniczych specjalizujących się w wydawaniu publikacji naukowych: Elsevier, John Wiley & Sons oraz Springer. Dyrektorem IDF jest Norman Paskin.
Do podstawowych zadań IDF należy:
- ustalanie podstawowych zasad funkcjonowania systemu DOI
- rozwijanie nowych technologii i poszerzanie funkcjonalności systemu DOI
- promowanie systemu DOI

Członkami IDF nie mogą być osoby fizyczne, ale wyłącznie firmy i organizacje. W lutym 2008 IDF liczył ok. 1600 członków. W IDF istnieje kilka różnych rodzajów członkostwa:
- ogólne – przeznaczone dla tych organizacji, które nie chcą bezpośrednio brać udziału w zarządzaniu systemem DOI, ale są zainteresowane wpływaniem na jego rozwój
- charter – przeznaczone głównie dla członków założycieli
- Registration Agency – są to firmy i organizacje, które uzyskały prawo do zarządzania i rejestrowania identyfikatorami DOI; w lutym 2008 było 7 tego rodzaju instytucji
- affiliate – organizacje stowarzyszone, które nie uczestniczą bezpośrednio w pracach IDF, ale które są z IDF pośrednio przez innych członków IDF.

Roczna składka członkowska wynosiła w 2008 r. od 10 000 do 40 000 USD zależnie od statusu organizacji i jej charakteru.
IDF jest zarządzana przez Radę, do której należą z klucza wszystkie organizacje o statusie charter, zaś pozostali członkowie Rady są wybierani przez wszystkie pozostałe organizacje członkowskie. Rada liczyła w lutym 2008 r. 12 członków:
- wszystkie trzy wymienione wcześniej domy wydawnicze posiadające status członków charter,
- członkowie o statusie ogólnym: Conference of European National Librarians, Copyright Clearance Center, McGraw-Hill,
- Registration Agences: Copyright Agency Limited, CrossRef, Office of Publications of the European Union, mEDRA, Nielsen BookData, TIB.